# Stańczycy
Stańczycy war eine polnische politische Gruppierung, entstanden in den sechziger Jahren des 19. Jahrhunderts und im westlichen Teil Galiziens tätig. Sie wurde in Anknüpfung an das Pamphlet „Teka Stańczyka“ (Stańczyks Aktenmappe) so benannt, das in der Monatsschrift „Przegląd Polski“ (Polnische Rundschau) 1869 erschienen war.
In der Form fiktiver politischer Briefe des Hofnarren der polnischen Könige Stańczyk (* um 1480; † um 1560) besprachen die Verfasser ihren konservativen Blickpunkt auf die polnische Gesellschaft in Galizien. Sie machten die Bürger Polens für den Verlust der Unabhängigkeit verantwortlich sowie für ihre Neigung zur Anarchie; sie priesen den österreichisch-ungarischen Kaiser als den rechtmäßigen Herrscher Galiziens. Sie kritisierten scharf Polens Vergangenheit und wurden dafür von den patriotisch gesinnten Polen lauthals als Verräter bezeichnet.
Die "Stańczyks" wollten mit friedlichen Mitteln mehr Freiheiten für die Bevölkerung Galiziens erlangen. Sie betrachteten die revolutionären Bewegungen als Ursache aller Niederlagen. Sie waren im Polnischen Kreis des Österreichisch-Ungarischen Reichsrates vorherrschend.
Führende Mitglieder waren: Der Rektor der Jagiellonen-Universität Stanisław Tarnowski, der Historiker Józef Szujski, der Theaterdirektor Stanisław Koźmian, Galiziens Statthalter Michał Bobrzyński und der Abt des Resurrektionistenordens, Walerian Kalinka.
Presseorgane der Gruppierung waren die Tageszeitung „Czas“ und die Monatsschrift Przegląd Polski.
1907 wurde die Gruppierung zur Partei Polnischer Rechter (Stronnictwo Prawicy Narodowej) umgestaltet.

## Quelle
- Marcin Król: Stańczycy: antologia myśli społecznej i politycznej konserwatystów krakowskich, "Pax", Warszawa 1982 ISBN 8321103456